# Lánská obora
Lánská obora o rozloze 30,05 km² (dle webu mikroregionu Rakovnicko 29,995 km²) leží z největší části v katastrálním území obce Lány – jihozápadně od ní, ale zasahuje i na území obcí Ruda, Městečko, Zbečno, Běleč a Lhota. Spravuje ji Kancelář prezidenta republiky prostřednictvím své příspěvkové organizace Lesní správa Lány. Prezidentská kancelář spravuje i nedaleký zámek Lány a jeho zámecký park. Obora v původní, větší rozloze byla ohrazena roku 1713: podle ředitele Lesní správy Lány jde pravděpodobně o historicky nejstarší oboru v Evropě i na světě.
Evropsky významná lokalita Lánská obora (kód CZ0214008) má rozlohu 2999,5048 ha;  vykytuje se zde mj. kovařík fialový, páchník hnědý, tesařík obrovský a velevrub tupý.

## Zeměpisná charakteristika
Oborou prochází údolí potoka Klíčavy a Lánského potoka, obora zahrnuje nadmořské výšky od 240 do 470 metrů nad mořem. Uvnitř území obory leží vodní nádrž Klíčava, zbytky hradiště Šance a na jednom ostrohu stojí nepatrné zbytky gotického hradu Jivno. Severozápadním okrajem obory prochází trasa bývalé lánské koněspřežky. Celá obora spadá do CHKO Křivoklátsko a do stejnojmenné ptačí oblasti. Uvnitř obory se nachází přírodní rezervace Svatá Alžběta (0,8 km²), která je proti zvěři chráněna plotem. Je zde překryv s přírodní rezervací Údolí Klíčavy.
Část původní obory je oplocená a není veřejně přístupná, část je mimo oplocení a volně přístupná. Původní oplocení je tvořeno zdí z opukových kvádrů. Okolím obory vedou turistické značené trasy. Ze severozápadní a jihozápadní strany oplocení obory sleduje silnici II/236 z Lán, pokračující ke Křivoklátu.

## Historie
Zmínky o panských štvanicích na jeleny i černou zvěř v lánských a křivoklátských lesích jsou již z raného středověku. V 9. století je doložen spor Vršovců a Přemyslovců o loviště. Lovili zde čeští králové a česká knížata i v 11., 12., 13. a 14. století. Roku 1235 založil Václav I. lovecký hrad Jivno, v polovině 16. století zpustnul. Karel IV. roku 1348 ustanovil, že křivoklátské panství nesmí být odtrženo od České koruny. Z roku 1392 je první zmínka o založení vsi a zemanského sídla Lány. Roku 1587 koupil lánskou tvrz a panství císař Rudolf II. a připojil je ke křivoklátskému panství. V Lánech nechal postavit lovecký zámek, jehož půdorys je v dnešním zámku dochován.
Dne 6. června 1685 císař Leopold I. prodal křivoklátské panství hraběti Arnoštu Josefovi z Valdštejna. Valdštejnové se zavázali hájit vysokou zvěř pro panské hony. Na ochranu před pytláctvím vybudovali roku 1713 dřevěnou ohradu o délce 47 kilometrů, která vymezila oboru o rozloze 96 km².
Poslední medvěd na území obory byl uloven roku 1692 pod Dlouhým hřebenem. Poslední divoká kočka zde byla střelena roku 1780.
Roku 1731 křivoklátské panství získal věnem knížecí rod Fürstenberků. Jáchym z Fürstenberka roku 1816 původní oboru zrušil a nahradil ji dvěma menšími: lánskou oborou pro vysokou zvěř o rozloze přes 30 km² a Řevníčovskou oborou pro černou zvěř. Řevničovská obora později zanikla, lánská byla ohrazena kamennou zdí. Roku 1736 byli do obory vysazeni daňci, začátkem roku 1895 se zde podařilo usadit siku japonského a siku mandžuského (jelen Dybowského). Byli zde vysazeni mufloni, ti se udrželi v oboře dodnes. Na počátku 20. století byla do lánské obory vysazena černá zvěř z Karpat.
Od roku 1833 do roku 1873 se k těžbě dřeva využívala trať lánské koněspřežky, do níž Fürstenberkové značně investovali. Původně měla pokračovat údolím Klíčavy do Zbečna a dále do Plzně, ale plán nebyl úspěšný a trať končící v lesích tak v tomto úseku plnila jen roli lesní železnice. Poté, co byla trať z Prahy do Lán přestavěna na parní provoz a normální rozchod, lesní část koněspřežky ještě 10 let sloužila jako úzkorozchodná s animálním pohonem.
Dne 21. července 1921 velkostatek se zámkem a oborou koupil československý stát od Fürstenberků jako přechodné a letní sídlo prezidenta republiky. Hospodářská část byla vedena jako Státní statek kanceláře prezidenta republiky. Obora od té doby slouží reprezentačním účelům pro státníky a jejich hosty. Dub, u kterého byla v roce 1922 podepsána T. G. Masarykem Malá dohoda, se dodnes jmenuje Dohodový dub.
Dnešní lánská obora má rozlohu 30,05 km². Ročně se v oboře loví kolem 500 kusů zvěře (z toho 80 kusů trofejové), v lánských lesích mimo oboru kolem 120 kusů ročně (srnčí, jelení, sičí, mufloní a daňčí, černou zvěř nepočítaje).
Roku 2006 otevřela lesní správa naučnou stezku o délce asi 4 kilometry pro pěší veřejnost i zčásti i pro cyklisty, která z poloviny vede vnitřkem ukázkové oddělené obůrky a je přístupná od dubna do října každý den od 9 hodin do 19 hodin.